# Bernhard Brandis

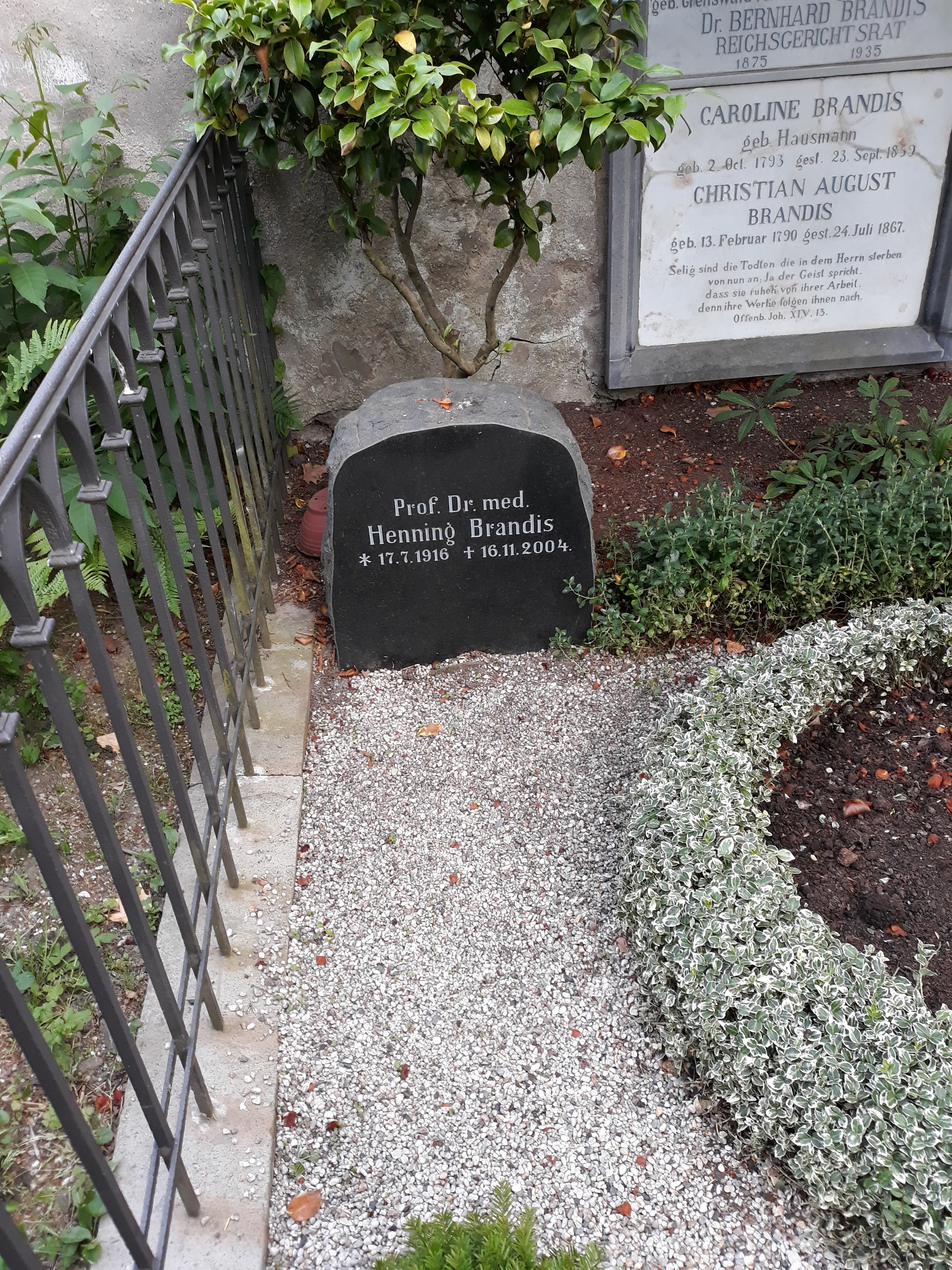
Das Grab von Bernhard Brandis (Inschrift oben rechts) im Familiengrab auf dem Alten Friedhof Bonn.

Bernhard Friedrich Brandis (* 15. Januar 1875 in Dehradun, Indien; † 14./15. Januar 1935 in Leipzig) war ein deutscher Jurist und Reichsgerichtsrat von 1929 bis 1935.

## Werdegang
Er war Sohn des Botanikers und Generalinspekteurs des Indischen Forstamtes Sir  Dietrich Brandis und dessen Ehefrau die Malerin Katharina, geb. Hasse, und wuchs in Indien auf. Die Familie lebte in Kalkutta und in Simla im Sommer. Sein ehemaliger Referendar Ernst Eduard Hirsch schrieb über ihn, er „verleugnete in seiner ganzen Lebens- und Verhaltensweise niemals die ihm in seiner Jugend zuteil gewordene Erziehung zum Gentleman und seine Ausbildung zum Allroundgelehrten.“
Er promovierte in Deutschland und wurde Landrichter in Elberfeld. 1929 wurde er zum Reichsgerichtsrat ernannt und war im III. Zivilsenat des Reichsgerichts tätig. Er starb als Reichsgerichtsrat 1935.
Bernhard Brandis war Vater des Mikrobiologen Henning Brandis. Er war nicht mit Ernst Brandis (ebenfalls Reichsgerichtsrat) verwandt.